# Mimela chrysoprasa
Mimela chrysoprasa är en skalbaggsart som beskrevs av Hope 1835. Mimela chrysoprasa ingår i släktet Mimela och familjen Rutelidae. Inga underarter finns listade i Catalogue of Life.